# Chaetodon citrinellus
Chaetodon citrinellus е вид бодлоперка от семейство Chaetodontidae. Видът не е застрашен от изчезване.

## Разпространение и местообитание
Разпространен е в Австралия, Американска Самоа, Бангладеш, Британска индоокеанска територия, Вануату, Гуам, Индия (Андамански и Никобарски острови), Индонезия, Кения, Кирибати (Феникс), Кокосови острови, Мавриций, Малайзия, Малдиви, Малки далечни острови на САЩ (Атол Джонстън, Лайн, Остров Бейкър и Хауленд), Маршалови острови, Мианмар, Микронезия, Науру, Ниуе, Нова Каледония, Остров Норфолк, Остров Рождество, Острови Кук, Палау, Папуа Нова Гвинея, Провинции в КНР, Реюнион, Самоа, САЩ (Хавайски острови), Северни Мариански острови, Сингапур, Соломонови острови, Сомалия, Тайван, Тайланд, Танзания, Токелау, Тонга, Тувалу, Уолис и Футуна, Фиджи, Филипини, Френска Полинезия и Япония.
Обитава крайбрежията на морета, лагуни и рифове. Среща се на дълбочина от 0,3 до 29 m, при температура на водата от 22,5 до 29,3 °C и соленост 34 – 36,1 ‰.

## Описание
На дължина достигат до 13 cm.
Популацията на вида е стабилна.